# 한국원예문화협회
한국원예문화협회는 생활원예문화 전반에 관한 연구와 원예활동프로그램개발, 원예의 학술정보 교류 및 원예활동을 통해 올바른 원예소비문화를 정착시키고, 식물을 통한 자연의 존경심을 기르며, 자연생태적인 환경의 중요성을 인식시켜 지속적 삶이 가능한 환경을 조성하고 보전할 목적으로 2009년 2월 20일 설립된 사단법인이다. 사무실은 경기도 고양시 일산동구 장항동 906번지, 호수공원 꽃문화예술관에 있다.

## 주요 사업
- 생활원예관련 기술개발 및 원예인들간의 정보교류 및 공공복리
- 한국 전통원예 문화에 대한 연구
- 생활원예를 통한 식물의 다양한 가치발굴 활동
- 생활원예 기술의 보급 및 원예활동을 통한 봉사활동
- 도시농업으로서 생활원예의 저변확대
- 기타 목적 달성에 필요한 부대사업